# Majoross Gergely
Majoross Gergely (Budapest, 1979. május 19. –) volt jégkorongozó, edző.

## Pályafutása
Pályafutását a Ferencváros utánpótláscsapatában kezdte. Egészen 1999-ig a zöld fehéreknél játszott, majd az Alba Volánhoz igazolt. 2001-ben az Interliga legjobb csatárának választották. A Székesfehérváron töltött évei alatt hétszer lett magyar bajnok a Volánnal. A 2008–09-es szezontól kezdve a Budapest Stars csapatát erősítette. 2010-ben kikerült a válogatott bő keretéből. Ugyanebben az évben elvállalta, hogy segíti a MAC kölyök és serdülő csapatainak felkészülését. 2010 júliusában újra a Ferencváros játékosa lett. 2010 decemberében Miskolcra távozott az FTC-ből. A szezon után bejelentette, hogy befejezi játékos-pályafutását.
2014 márciusától 2015 júniusáig a Miskolci Jegesmedvék vezetőedzője volt. A 2015-ös szezontól vezeti az újonnan debütáló MOL Liga csapatot, a MAC Budapestet. A 2019-es divízió I-es világbajnokság előtt betegség miatt Jarmo Tolvanen nem utazott el a csapattal Kazahsztánba, helyette másodedzője, Majoross irányította a tornán a válogatottat. 2020 augusztusában kikerült a válogatott edzői stábjából. 2020 nyarán befejezte a vezetőedzői tevékenységét a MAC-nál és a MAC Jégkorong Akadémia mentoredzője lett. 2021 januárjában a szlovák Nové Zámky vezetőedzője lett. 2023 nyarán távozott Érsekújvárról. A szlovákiai 2,5 szezonja során kétszer a playoffba vezette a csapatát, 2023-ban pedig az alapszakasz hatodik helyén végeztek, ami a klub történetének addigi legjobb helyezése volt. 2023 májusában a DEL2-es Ravensburg Towerstars edzője lett. Csapatával az alapszakaszban hetedik lett. A bajnokság végén távozott a klubtól. 2024 májusában a magyar férfi jégkorong-válogatott szövetségi kapitányának nevezték ki.